# Higashiyama, Kyoto
Higashiyama (東山区 Higashiyama-ku?) este o diviziune administrativă a orașulul Kyoto din Japonia.